# Бестијак
Бестијак (фр. Bestiac) је насељено место у Француској у региону Миди Пирене, у департману Арјеж.
По подацима из 2011. године у општини је живело 20 становника, а густина насељености је износила 3,04 становника/km².

## Демографија
| 1962. | 1968. | 1975. | 1982. | 1990. | 2011. |
| ----- | ----- | ----- | ----- | ----- | ----- |
| 38    | 23    | 13    | 14    | 19    | 20    |